# Dennis Tueart
Dennis Tueart (født 27. november 1949 i Newcastle-upon-Tyne, England) er en engelsk tidligere fodboldspiller (venstre wing).
På klubplan spillede Tueart størstedelen af sin karriere i hjemlandet for Sunderland og Manchester City, og havde desuden et ophold i USA hos New York Cosmos. Hos Sunderland var han i 1973 med til at vinde FA Cuppen efter finalesejr over Leeds United, mens han med Manchester City vandt Liga Cuppen i 1976 efter sejr i finalen over Newcastle United.
Tueart spillede desuden seks kampe og scorede to mål for Englands landshold. Han debuterede for holdet 11. maj 1975 i en EM-kvalifikationskamp mod Cypern.

## Titler
FA Cup
- 1973 med Sunderland

Football League Cup
- 1976 med Manchester City

Soccer Bowl
- 1978 med New York Cosmos